# The Sainte Catherines
The Sainte Catherines was een zeskoppige Canadese punkband afkomstig uit Montreal, Quebec. De band werd opgericht in 1999 en opgeheven in 2012. De naam van de band verwijst naar Saint Catherine Street (Frans: Rue Sainte-Catherine), een straat in Montreal.
De eerste twee studioalbums en de eerste ep's en singles van de band werden uitgegeven door net opgerichte of relatief kleine platenlabels. Het derde studioalbum, getiteld Dancing for Decadence, werd in 2006 uitgegeven door het onafhankelijke Californische punklabel Fat Wreck Chords. The Sainte Catherines heeft in totaal vier studioalbums laten uitgeven, waarvan de laatste in 2010.

## Leden
- Hugo Mudie - zang
- Fred Jacques - gitaar
- Louis Valiquette - gitaar
- Marc-André Beaudet - gitaar
- Pablo Boerr - basgitaar
- Rich Bouthilier - drums

## Discografie
Studioalbums
- Those Stars Are for You (1999, Empty Pool Records)
- The Art of Arrogance (2003, Dare To Care)
- Dancing for Decadence (2006, Fat Wreck Chords)
- Fire Works (2010, Anchorless Records)